# Diamonds de Dallas
Les Diamonds de Dallas  étaient une équipe de Women's Professional Basketball League (WBL) de 1979 à 1981 et de la Women's American Basketball Association (WABA) et 1984. 
La joueuse majeure est la médaillée olympique Nancy Lieberman. L'équipe était assez populaire avec un public comparable à celui de l'équipe masculine des Mavericks de Dallas.
Greg Williams a entrainé les deux formations both. Durant la saison 1980-1981, le bilan des Diamonds est de 27-9 et il est nommé WBL Coach of the Year. Après avoir travaillé à l'Université méthodiste du Sud, il est nommé à la têt de l'équipe des Diamonds en WABA. Sous sa conduite, son bilan est de 19-2, l'équipe décrochant le titre de champion et Williams WABA Coach of the Year. La WABA est dissoute après une seule saison.